# Eriospermum currorii
Eriospermum currorii är en sparrisväxtart som först beskrevs av John Gilbert Baker, och fick sitt nu gällande namn av John Gilbert Baker. Eriospermum currorii ingår i släktet Eriospermum och familjen sparrisväxter.
Artens utbredningsområde är Angola. Inga underarter finns listade i Catalogue of Life.